# Demetrio Lakas Bahas
Demetrio Lakas Bahas (ur. 29 sierpnia 1925, zm. 2 listopada 1999 w Panamie) – prezydent Panamy w latach 1969–1978.

## Życiorys
Uczęszczał do Texas Wesleyan College w Fort Worth i Texas Technical College w Lubbock. Od 19 grudnia 1969 roku do 11 października 1978 roku był prezydentem Panamy.